# Vladimir Belov
Vladimir Borisovitj Belov (ryska: Владимир Борисович Белов), född 26 april 1958 i Kuntsevo distrik utanför Moskva, död 14 november 2016 i Moskva, var en rysk/sovjetisk handbollsspelare (mittnia).
Han tog OS-silver i herrarnas turnering i samband med de olympiska handbollstävlingarna 1980 i Moskva.